# Тензорное произведение алгебр
Тензорное произведение алгебр — конструкция, дающая новую алгебру по двум данным алгебрам над коммутативным кольцом. 
Наиболее распространён случай, когда кольцо является полем.

## Определение
Пусть R — коммутативное кольцо, а A и B —  R-алгебры.
Поскольку A и B можно рассматривать как R-модули, их тензорное произведение
{\displaystyle A\otimes _{R}B}
также является R-модулем.
Тензорному произведению можно придать структуру кольца, определив произведение на простых элементах вида a ⊗ b следующим образом  
{\displaystyle (a_{1}\otimes b_{1})(a_{2}\otimes b_{2})=a_{1}a_{2}\otimes b_{1}b_{2}}
и затем продолжив эту операцию по линейности на всю A ⊗R B.
Полученное кольцо является R-алгеброй, ассоциативной с единичным элементом, задаваемым 1A ⊗ 1B , где 1 A и 1 B — единичные элементы A и B.
Если A и B коммутативны, то тензорное произведение также коммутативно.
Тензорное произведение превращает категорию R-алгебр в симметричную моноидальную категорию.

## Свойства
Существуют естественные гомоморфизмы из A и B в A ⊗R B, заданые следующим образом:
{\displaystyle a\mapsto a\otimes 1_{B}}
{\displaystyle b\mapsto 1_{A}\otimes b}
Эти отображения делают тензорное произведение копроизведением в категории коммутативных R-алгебр.
При этом тензорное произведение не является копроизведением в категории всех R-алгебр.
Здесь копроизведение дается более общим свободным произведением алгебр.
Тем не менее тензорное произведение некоммутативных алгебр можно описать универсальным свойством, аналогичным свойству копроизведения:
{\displaystyle {\text{Hom}}(A\otimes B,X)\cong \lbrace (f,g)\in {\text{Hom}}(A,X)\times {\text{Hom}}(B,X)\mid \forall a\in A,b\in B:[f(a),g(b)]=0\rbrace ,}
где [-, -] обозначает коммутатор.
Естественный изоморфизм задается идентификацией морфизма {\displaystyle \phi :A\otimes B\to X} в левой части с парой морфизмов {\displaystyle (f,g)} с правой стороны, где {\displaystyle f(a):=\phi (a\otimes 1)} и аналогично {\displaystyle g(b):=\phi (1\otimes b)}.